# پانته‌آ مهدی‌نیا
پانته‌آ مهدی‌نیا (زادهٔ ۳۱ تیر ۱۳۶۰ در کرج) بازیگر سینما، تلویزیون و تئاتر، گوینده رادیو و نقاش اهل ایران است. او فارغ‌التحصیل در دو رشته نگارگری از دانشگاه سوره و کارگردانی از آکادمی هنر است و فعالیت حرفه‌ای خود را از سال ۱۳۸۲ آغاز کرده‌است.

## فعالیتها

### سینمایی
| سال  | نام فیلم           | کارگردان              | نقش           |
| ---- | ------------------ | --------------------- | ------------- |
| ۱۴۰۲ | مرمر و چند زن دیگر | رضا میرکریمی          |               |
| ۱۴۰۱ | مرا به نام خطاب کن | محمد پرویزی           |               |
| ١٣٩٩ | لبه پرتگاه         | مسعود فرخنده طینت     |               |
| ۱۴۰۰ | تداخل              | رضا وثوق              |               |
| ١٣٩٩ | لاک‌پشت و حلزون     | رضا حماسی             | رؤیا          |
| ۱۳۹۵ | شعله‌ور             | حمید نعمت‌الله         | مژده          |
| ۱۳۹۵ | من دیوانه نیستم    | علی رضا امینی         | دکتر تیموری   |
| ۱۳۹۴ | پری دریایی         | امیرمسعود آقاباباییان | مریم خسروی    |
| ۱۳۹۴ | مشکل گیتی          | بهرام کاظمی           | دکتر روانشناس |
| ۱۳۹۳ | محمد رسول‌الله      | مجید مجیدی            | فاطمه بنت اسد |

### سریال تلویزیونی
| سال  | نام فیلم                       | کارگردان       | نقش                      |
| ---- | ------------------------------ | -------------- | ------------------------ |
| ۱۳۸۷ | یوسف پیامبر                    | فرج‌الله سلحشور | مریتاتن (همسر پادی آمون) |
| ۱۳۹۲ | درخت معرفت (پدر)               | سپهر محمدی     |                          |
| ۱۳۹۸ | دنگ و فنگ روزگار               | جواد مزدآبادی  | نغمه                     |
| ۱۳۹۹ | روزهای ابدی (مجموعه تلویزیونی) | جواد شمقدری    | کاترین عدل               |

### تله فیلم
| سال  | نام فیلم      | کارگردان       | نقش    |
| ---- | ------------- | -------------- | ------ |
| ۱۳۸۳ | شیون          | مصطفی ولی عبدی | فرشته  |
| ۱۳۸۶ | کرانه‌های کبود | صادق کرمیار    | ژانت   |
| ۱۳۸۶ | دربست تا بهشت | حسین تبریزی    | مریم   |
| ۱۳۸۷ | قناری         | سپهر محمدی     |        |
| ۱۳۸۸ | ترنج آسمان    | سپهر محمدی     |        |
| ۱۳۸۹ | منشی موقت     | علی صلح جو     |        |
| ۱۳۹۱ | رادیو آبادان  | حمید هنری      | پرستار |
| ۱۳۹۱ | شکار سایه     | عباس رافعی     | مریم   |

### فیلم کوتاه
| سال  | نام فیلم   | کارگردان      | نقش |
| ---- | ---------- | ------------- | --- |
| ۱۴۰۰ | اکو        | امید عشقی     |     |
| ۱۴۰۰ | پل دو نفره | حمید وطن دوست |     |

### تئاتر
| سال  | نام نمایش             | کارگردان           | نقش       |
| ---- | --------------------- | ------------------ | --------- |
| ۱۴۰۲ | قصه ترانه های ماندگار | سید ‌جلال ‌الدین ‌دری |           |
| ۱۴۰۱ | عاشقانه میرغضب        | امیر امیری         |           |
| ۱۴۰۱ | درهم پیچیدگی          | سپنتا پزشکی        |           |
| ۱۴۰۲ | قصه ترانه های ماندگار | سیدجلال الدین دری  |           |
| ۱۳۸۰ | رستوران               | نصرت‌الله مسعودی    |           |
| ۱۳۸۸ | دویدن با زخم کف پا    | علی نرگس نژاد      |           |
| ۱۳۹۵ | مجلس اشیا             | مهران رنجبر        | جغجغه زرد |
| ۱۳۹۶ | درای کانتی            | امیر پشلنگ         | سوزان     |
| ۱۳۹۷ | هگزا شهر دوشیزگان     | محمد حاتمی         | مادام هرا |
| ۱۳۹۷ | نفرین طبقه گرسنه      | مریم مرادی         | اما       |
| ۱۳۹۳ | مسئله ای نیست         | پرهام دلدار        | زن        |
| ۱۳۹۸ | ۳/۱۴                  | امیرموسی کاظمی     |           |
| ۱۳۹۸ | سه کیلو ۲۵۰ گرم       | محسن نجار حسینی    |           |

### کارگردانی
پانته‌آ مهدی‌نیا برای کارگردانی فیلم کوتاه فلاشر در شصت و دومین جشنواره سینمایی پراد در کشور فرانسه ویژه زنان فیلمساز ایران، جایزه دوم را دریافت کرد.